# Къща музей на Ататюрк (Анталия)
Къщата музей на Ататюрк (на турски: Atatürk Evi ve Müzesi) е музей, разположен в Анталия, Турция, посветен на известния революционер и първи президент на Република Турция, Мустафа Кемал Ататюрк.

## История
На 5 март 1930 г. основателят на Република Турция Мустафа Кемал Ататюрк отива на почивка в Анталия. На 6 март той пристигнал в града и отседнал в двуетажна каменна вила, която се намирала в централната му част. Благодарни жители на Анталия, които приветстват политика в града, му подаряват това имение. По-късно Ататюрк посещава Анталия още два пъти, през 1931 и 1935 г., и двата пъти остава в представената му къща.
След смъртта на Ататюрк имението е прехвърлено на частно управление и през 1939 г. се превръща във вечерно училище по занаяти за момичета и институт за момичета. През 1952 г. вилата преминава към Министерството на земеделието и служи като бюро на едно от неговите ведомства. През 1980 г. сградата е предадена на Министерството на културата и туризма и след реставрация в нея е открит Музеят на великия турчин.

## Експозиции
На приземния етаж на музея има вестници, документи и снимки, свидетелстващи за посещенията на Ататюрк в Анталия от 1930 до 1935 година.
На втория етаж има два офиса на политика и спалня в атмосферата на отминалия век. Има и колекции от възпоменателни монети, банкноти и пощенски марки, издадени след провъзгласяването на Република Турция.
Най-важната част от музея е стаята, в която са представени личните вещи на Ататюрк, донесени от мавзолея Анъткабир в Анкара.